# Cornelia Cnoop

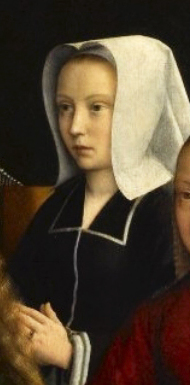
Porträt von Cornelia Cnoop

Cornelia Cnoop (geboren nach 1460; gestorben nach 1530) war eine Altniederländische Malerin. Sie heiratete 1497 den Maler Gerard David.

## Leben und Werk
Cornelia Cnoop war die Tochter des Goldschmieds Jacob Cnoop der jüngere und seiner Frau Kathelijne uter Vorst. Es ist nicht bekannt, wann sie geboren wurde. Jedoch war sie etwas jünger als ihr Mann, der 1460 geboren worden war. Cnoop lebte in Brügge. Sie heiratete 1497 und hatte eine Tochter namens Barbara. Nach dem Tod ihres Mannes übernahm sie 1523 dessen Malschule gemeinsam mit der Tochter Barbara, die ebenfalls Miniaturmalerin war.
Die Mitteltafel eines Triptychons, Jungfrau und Kind, Heilige Katharina und Barbara, das sich heute in der Sammlung des Museum of Fine Arts in Houston befindet, wurde ihr auf einer Ausstellung in Brügge im Jahr 1902 zugeschrieben. Das Triptychon wird heute Simon Bening zugeschrieben und es wurden keine anderen Werke von Cnoop identifiziert. Sie ist als Frau im weißen Kornett rechts in Gerard Davids „Die Jungfrau unter den Jungfrauen“ dargestellt, das er 1509 malte und heute Teil der Sammlung des Musée des beaux-arts de Rouen in Rouen, Frankreich, ist.